# Lista de prefeitos de Bom Jesus (Rio Grande do Norte)
Esta é a lista de prefeitos de Bom Jesus, município brasileiro do estado do Rio Grande do Norte.
| Nº | Prefeito                           | Imagem                 | Partido                            | Início de mandato      | Fim de mandato         | Vice-prefeito                        | Observações                     |
| -- | ---------------------------------- | ---------------------- | ---------------------------------- | ---------------------- | ---------------------- | ------------------------------------ | ------------------------------- |
| 1  | Aristeu Ramalho Leite              |                        |                                    | 3 de junho de 1962     | 31 de janeiro de 1963  | —                                    | Prefeito nomeado                |
| 2  | Severino Azevedo de Oliveira       |                        | PSD                                | 31 de janeiro de 1963  | 31 de janeiro de 1969  | João Ferreira da Silva               | Prefeito e vice eleitos         |
| 3  | João Ferreira da Silva             |                        |                                    | 31 de janeiro de 1969  | 15 de setembro de 1971 | Natanael de Souza Delgado            | Prefeito e vice eleitos         |
| 4  | Natanael de Souza Delgado          |                        |                                    | 15 de setembro de 1971 | 31 de janeiro de 1973  | —                                    | Vice-prefeito eleito no cargo   |
| 5  | Severino Azevedo de Oliveira       |                        | ARENA                              | 31 de janeiro de 1973  | 31 de janeiro de 1977  | não encontrado                       | Prefeito e vice eleitos         |
| 6  | Natanael de Souza Delgado          |                        | ARENA                              | 31 de janeiro de 1977  | 31 de janeiro de 1983  | José Gomes da Silva                  | Prefeito e vice eleitos         |
| 7  | Severino Azevedo de Oliveira       |                        | PDS                                | 31 de janeiro de 1983  | 31 de dezembro de 1988 | não encontrado                       | Prefeito e vice eleitos         |
| 8  | Moacir Amaro de Lima               |                        | PFL                                | 1º de janeiro de 1989  | 31 de dezembro de 1992 | José Pinheiro Filho                  | Prefeito e vice eleitos         |
| 9  | Severino Azevedo de Oliveira       |                        | PFL                                | 1º de janeiro de 1993  | 31 de dezembro de 1996 | Antônio Fernandes de Oliveira        | Prefeito e vice eleitos         |
| 10 | Moacir Amaro de Lima               |                        | PMN                                | 1º de janeiro de 1997  | 31 de dezembro de 2000 | não encontrado                       | Prefeito e vice eleitos         |
| 11 | Flávio Roberto Marques de Carvalho |                        | PPS                                | 1º de janeiro de 2001  | 31 de dezembro de 2004 | José Mário da Cunha                  | Prefeito e vice eleitos         |
| 12 | Moacir Amaro de Lima               |                        | PFL                                | 1º de janeiro de 2005  | 31 de dezembro de 2008 | Nicolau Valeriano de Oliveira Neto   | Prefeito e vice eleitos         |
| 13 | Edmundo Aires de Melo Júnior       |                        | PMDB                               | 1º de janeiro de 2009  | 31 de dezembro de 2016 | Nicolau Valeriano de Oliveira Neto   | Prefeito eleito e vice reeleito |
| 13 | Edmundo Aires de Melo Júnior       | Josefa Cândido de Lima | PMDB                               | 1º de janeiro de 2009  | 31 de dezembro de 2016 | Prefeito e vice eleitos              |                                 |
| 14 | Clécio da Câmara Azevedo           |                        | PR                                 | 1º de janeiro de 2017  | 31 de dezembro de 2024 | Tânia de Fátima Maurício de Oliveira | Prefeito e vice eleitos         |
| 14 | Clécio da Câmara Azevedo           | PSDB                   | Francisco das Chagas do Nascimento | 1º de janeiro de 2017  | 31 de dezembro de 2024 | Prefeito reeleito e vice eleito      |                                 |
| 15 | José Nilson Pereira da Silva       |                        | PL                                 | 1º de janeiro de 2025  | até a atualidade       | Débora Fernandes Cunha               | Prefeito e vice eleitos         |